# Flanagan River
Der Flanagan River ist ein 180 km langer Zufluss des Sandy Lake im Kenora District im Westen der kanadischen Provinz Ontario.
Der Flanagan River bildet den Abfluss des kleinen Sees Correll Lake. Das Quellgebiet liegt auf einer Höhe von 380 m 105 km südlich der Ortschaft Sandy Lake. Der Flanagan River fließt anfangs 85 km in überwiegend nordöstlicher Richtung durch die seenreiche Landschaft des Kanadischen Schildes. Er weist dabei zahlreiche seenartige Flussverbreiterungen auf. Unterhalb des North Spirit Lake wendet sich der Flanagan River nach Westen, später in Richtung Nordnordost und schließlich nach Nordwesten. Der Flanagan River mündet in die Rathouse Bay, eine Verzweigung im Südwesten des stark gegliederten Sandy Lake. Dieser wird vom Severn River durchflossen. Wichtigster Nebenfluss des Flanagan River ist der Harling Creek von rechts. Am Pegel unterhalb des North Spirit Lake beträgt der mittlere Abfluss 18,3 m³/s.